# أندريه رايت
أندريه رايت (بالإنجليزية: Andre Wright)‏ (7 ديسمبر 1996 في المملكة المتحدة - ) هو لاعب كرة قدم بريطاني في مركز الهجوم. لعب مع وست بروميتش ألبيون.

## وصلات خارجية
- أندريه رايت على موقع قاعدة بيانات كرة القدم.إي يو (الإنجليزية)
- أندريه رايت على موقع Soccerbase.com (لاعب) (الإنجليزية)
- أندريه رايت على موقع Soccerway.com (الإنجليزية)